# Lomellina
Lomellina (v místním dialektu Ümléna) je geografický region v Itálii. Nachází se na jihozápadě Lombardie, tvoří ho 57 obcí s více než dvěma sty tisíci obyvateli a má rozlohu 1240 km². Úrodná nížina podél Pádu a jeho přítoků Ticino a Sesia patří k evropským centrům produkce rýže seté, jejíž tradice sahá do 15. století. Krajina je hustě zalidněná a intenzivně zemědělsky využívaná, pěstuje se také chřest lékařský, tykev obecná a cibule kuchyňská. Původní dubové a topolové lesy, kde hnízdí vodní ptactvo, jsou chráněny díky přírodnímu parku Valle del Ticino.

## Historie
Oblast se nazývá podle svého historického centra Lomella, ačkoli v současnosti je největším městem průmyslové Vigevano. Procházela tudy významná poutní cesta Via Francigena, charakteristickým prvkem krajiny je množství hradů, jejichž architektura má románské kořeny.
Původními obyvateli byli Ligurové a Keltové, kteří byli v antických dobách latinizováni. V raném středověku region patřil k Langobardskému království, pak zde vládla hrabata z Lomella, která nahradili Viscontiové a roku 1743 Savojští. V rámci Sardinského království tvořila Lomellina samostatnou provincii, roku 1859 byla s oblastmi dobytými na Rakouském císařství spojena do provincie Pavia, která se roku 1861 stala součástí sjednocené Itálie.